# 絕代雙驕 (1988年電視劇)
《絕代雙驕》（英語：The Duel of the Twins）是香港電視廣播有限公司根據古龍所著的武俠小說《絕代雙驕》改編而拍攝製作的武俠電視劇，於1988年6月13日首播，共20集。本劇平均收視達50點，成為tvb1988年全年收視冠軍。
根據無線電視1995年《萬千星輝賀台慶》公佈的「十大全球最高收視電視劇」，《絕代雙驕》排名第八，截至當時的總收看人次達 98,513,000 。

## 演員表
- 梁朝偉 飾 江小魚（童年：李泳豪，配音：齊炎）
- 吳岱融 飾 花無缺（童年：李泳漢，配音：周思平）
- 黎美嫻 飾 鐵心蘭（配音：廖靜妮）
- 謝　寧 飾 蘇櫻（配音：于小華）
- 陳美琪 飾 邀月宮主（配音：廖靜妮）
- 苗僑偉 飾 江楓（配音：周思平）
- 岳　華 飾 燕南天
- 戚美珍 飾 花月奴（配音：于小華）
- 關禮傑 飾 江玉郎
- 楊澤霖 飾 江別鶴
- 吳君如 飾 三姑娘
- 劉美娟 飾 張菁
- 黃允財 飾 魏無牙
- 羅　蘭 飾 花婆婆
- 吳家麗 飾 蕭咪咪
- 吳孟達 飾 鐵戰
- 吳麗珠 飾 屠嬌嬌
- 譚一清 飾 李大嘴
- 黃天鐸 飾 哈哈兒
- 孫季卿 飾 萬春流
- 黃一飛 飾 軒轅三光
- 關　菁 飾 神石道人（神錫道長）
- 楊啟芳 飾 如冰（花無缺侍女）
- 劉秀萍 飾 如霜（花無缺侍女）
- 姚正菁 飾 盈盈（蘇櫻侍女）
- 林漪娸 飾 車月國皇后（原著中的憐星宮主，本劇設定為張菁之母）
- 劉　丹 飾 車月國皇叔
- 林文龍 飾 蕭咪咪男妃
- 梁葆貞 飾 馬婆婆
- 凌禮文 飾 段合肥
- 吳啟明 飾 趙五公子
- 李家聲 飾 白凌霄
- 麥子雲 飾 獻果神君
- 許逸華 飾 白夫人
- 馮　國 飾 白山君

## 軼事
- 1988年劇集《絕代雙驕》是黃允財至今為止在TVB的最後一部電視劇；此後他離開香港無綫電視，並轉投亞洲電視發展。

## 外部連結
- 互联网电影数据库（IMDb）上《絕代雙驕》的资料（英文）
- 絕代雙驕 （页面存档备份，存于）
- 絕代雙驕百度百科 （页面存档备份，存于）